# Махагоні

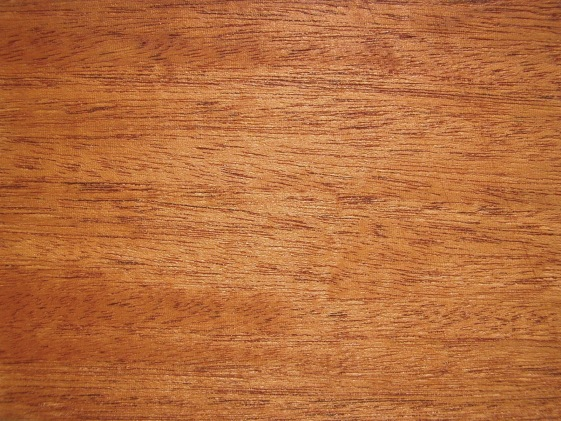
Гондураське махагоні

Махагонієве дерево, махагоні — низка деревних порід, що мають деревину червоного кольору з різними відтінками.

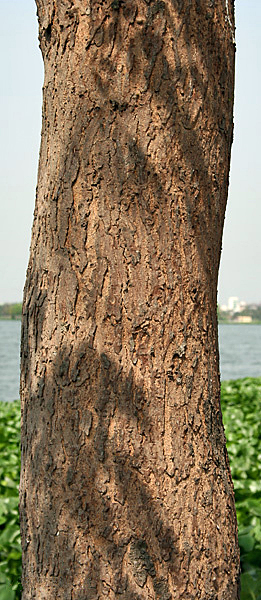
Стовбур Swietenia mahagoni

Найбільш популярне Swietenia macrophylla або махагоні, широколистяне червоне дерево, що виростає в Центральній Америці. Вид названий на честь нідерландського лікаря Герарда ван Світена (1700—1772). Специфічний епітет в перекладі з латини означає «великий листок», дерево червоних дерев Meliaceae. Інші назви: Справжнє червоне дерево, Американське червоне дерево, ісп. caoba, фр. acajou, Гондураське червоне дерево.

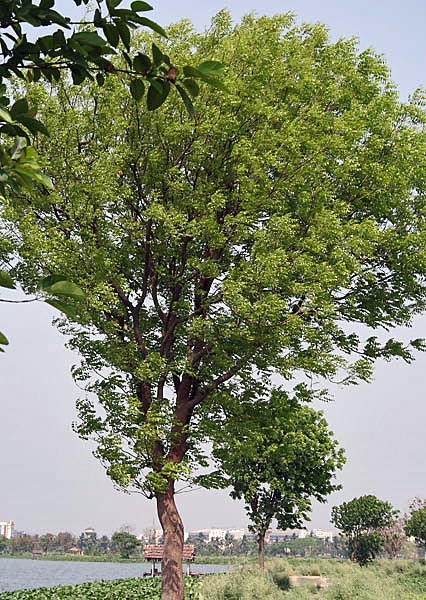
Swietenia mahagoni

Махагонієвим деревом також називають Swietenia mahagoni — вічнозелене дерево родини мелієвих.
Висота до 15 м. Листки чергові, парноперисті. Квіти п'ятичленні, в пазушних мітелках. Плід — довгаста п'ятистулкова коробочка з численним пласким крилатим насінням. Дико росте у Вест-Індії.

## Застосування
Деревина махагонієвого дерева — тверда, дуже міцна, важка, красивої текстури, з вузькою сірувато-білою заболонню і червоно-коричневим ядром — відома під назвою справжнього, або центрально-американського, махагоні, акажу. Йде переважно на художні вироби (меблі, дрібні токарні вироби), музичні інструменти (зокрема, гітари). Під назвою махагоні відома також деревина багатьох інших тропічних дерев родини мелієвих (інші види цього роду, а також родів Khaya, Dysoxylum, Carapa) і деяких дерев інших родин.